# DEFB1
DEFB1 (англ. Defensin beta 1) – білок, який кодується однойменним геном, розташованим у людей на короткому плечі 8-ї хромосоми. Довжина поліпептидного ланцюга білка становить 68 амінокислот, а молекулярна маса — 7 420.
| 10         |  | 20         |  | 30         |  | 40         |  | 50         |
| ---------- |  | ---------- |  | ---------- |  | ---------- |  | ---------- |
| MRTSYLLLFT |  | LCLLLSEMAS |  | GGNFLTGLGH |  | RSDHYNCVSS |  | GGQCLYSACP |
| IFTKIQGTCY |  | RGKAKCCK   |  |            |  |            |  |            |

A: Аланін

C: Цистеїн

D: Аспарагінова кислота

E: Глутамінова кислота

F: Фенілаланін

G: Гліцин

H: Гістидин

I: Ізолейцин

K: Лізин

L: Лейцин

M: Метіонін

N: Аспарагін

P: Пролін

Q: Глутамін

R: Аргінін

S: Серин

T: Треонін

V: Валін

Кодований геном білок за функціями належить до антибіотиків, антимікробних білків. 
Локалізований у мембрані.
Також секретований назовні.